# Montfort (Alpes da Alta Provença)
Montfort é uma comuna francesa na região administrativa da Provença-Alpes-Costa Azul, no departamento dos Alpes da Alta Provença. Estende-se por uma área de 12,08 km². Em 2010 a comuna tinha 329 habitantes (densidade: 27,2 hab./km²).